# 法華寺 (焼津市)
法華寺（ほっけじ）は、静岡県焼津市にある天台宗の寺院。駿河三十三観音霊場第10番札所。現在、焼津市唯一の天台宗寺院である。

## 歴史
738年（天平10年）、行基によって開山された。その後、天台宗寺院として栄えたが、1570年（永禄13年）の武田信玄の花沢城攻略戦で焼失した。元禄年間（1688年 - 1704年）にようやく再建された。
静岡県の文化財に指定されている「木造聖観音立像」は、当寺の奥の院だった東照寺（廃寺）の本尊といわれている。

## 文化財
- 木造聖観音立像（静岡県指定有形文化財 昭和33年4月15日指定）[4]
- 法華寺の仁王門（焼津市指定有形文化財 昭和42年12月4日指定）[5]

## 交通アクセス
- 焼津ICより車12分。